# 957
| 957                |
| ------------------ |
| Dødsfald - Fødsler |
|                    |

| Gregoriansk kalender | 957 CMLVII              |
| Ab urbe condita      | 1710                    |
| Armensk kalender     | 406 ԹՎ ՆԶ               |
| Kinesiske kalender   | 3653 – 3654 丙辰 – 丁巳 |
| Etiopisk kalender    | 949 – 950               |
| Jødisk kalender      | 4717 – 4718             |
| Hindukalendere       |                         |
| - Vikram Samvat      | 1012 – 1013             |
| - Shaka Samvat       | 879 – 880               |
| - Kali Yuga          | 4058 – 4059             |
| Iransk kalender      | 335 – 336               |
| Islamisk kalender    | 345 – 347               |

Se også 957 (tal)